# 谷川彰英
谷川 彰英（たにかわ あきひで、1945年 - ）は、日本の教育学者、ノンフィクション作家。地名作家。筑波大学名誉教授。

## 略歴
長野県松本市生まれ。長野県松本深志高等学校を経て、1968年東京教育大学教育学部卒業。1974年同大学院教育学研究科博士課程満期退学。千葉大学助教授を経て、筑波大学教授。国立大学の法人化に伴って国立大学法人筑波大学理事・副学長に就任。1996年柳田国男の教育思想研究で博士（教育学）の学位を取得。2009年、定年退職と同時にノンフィクション（地名）作家に転身し、地名などに関する多くの本を執筆し、NHKの「ネーミングバラエティ日本人のおなまえ！」など各種番組に出演。2012年、T2倶楽部を組織し代表を務める。2018年2月体調を崩し、翌年5月脳からの神経が十分行き届かず筋肉が萎縮していくALS（筋萎縮性側索硬化症）と診断される。しかしそれにめげず執筆を続けている。

## 単著
- 『社会科理論の批判と創造』1979  明治図書
- 『地名に学ぶ 身近な歴史をみつめる授業』1984  黎明書房
- 『戦後社会科教育論争に学ぶ』1988   明治図書
- 『柳田国男と社会科教育』1988   三省堂選書
- 『生活科で授業が変わる』 1991  明治図書
- 『問題解決学習の理論と方法』1993   明治図書
- 『柳田国男教育論の発生と継承 近代の学校教育批判と「世間」教育』 1996   三一書房
- 『マンガ 教師に見えなかった世界』 2000   白水社
- 『京都 地名の由来を歩く』 2002　ベスト新書 のちワニ文庫
- 『食の授業をデザインする。』2002   全国学校給食協会
- 『地名の魅力』 2002   白水社 のちUブックス
- 『東京・江戸 地名の由来を歩く』2003　ベスト新書 のちワニ文庫
- 『死ぬまでにいちどは行きたい六十六カ所』 2005  洋泉社新書
- 『「地名」は語る』2008　祥伝社黄金文庫
- 『大阪「駅名」の謎 』2009　祥伝社黄金文庫
- 『京都奈良「駅名」の謎 』2009　祥伝社黄金文庫
- 『知らなかった!都道府県名の由来』東京書籍　2010
- 『奈良 地名の由来を歩く』2010　ベスト新書
- 『東京「駅名」の謎 』2011　祥伝社黄金文庫
- 『名古屋 地名の由来を歩く』2011　ベスト新書
- 『地名に隠された「東京津波」』2012　講談社+α新書
- 『地名に隠された「南海津波」』2013   講談社＋α新書
- 『信州 地名の由来を歩く』 2013  ベスト新書
- 『47都道府県・地名由来百科』2015  丸善出版
- 『戦国武将はなぜその「地名」をつけたのか』2015 朝日新書
- 『千葉 地名の由来を歩く』2016 ベスト新書
- 『埼玉 地名の由来を歩く』2017 ベスト新書
- 『六本木には木が6本あったのか？』2018 朝日新書
- 『ＡＬＳを生きる いつでも夢を追いかけていた』2020 東京書籍
- 『日本列島 地名の謎を解く』2021 東京書籍
- 『夢はつながる できることは必ずある！－ＡＬＳに勝つ！』2022 東京書籍
- 『全国水害地名をゆく』2023　インターナショナル新書
- 『ＡＬＳ　苦しみの壁を超えて―利他の心で生かされ生かす』2024　明石書店

## 編著・監修
- 『社会科の新展開』全3巻  共編著  1977  明治図書
- 第3巻『文明と伝統の授業』
- 『地名を生かす社会科の授業』編著　1986  黎明書房
- 『社会科の自由研究ヒント集』編著　1989  黎明書房
- 『楽しく学べるヒント教材』全12 巻  編著 1990ー92  明治図書
- 『授業って面白いね！先生』全9巻 監修  1993-94  明治図書
- 『マンガは時代を映す』編  1995  東京書籍
- 『生活科事典』共編  1996 東京書籍
- 総合的学習ビデオ教材『私たちの水』全3巻  総合監修  1998  紀伊国屋書店
- 総合的学習ビデオ教材『食農教育編』全5巻  総合監修  1999  紀伊国屋書店
- 『小学校総合的な学習授業ビデオ』全4巻  監修  TDK
- 『21世紀の教育と子どもたち』全4巻  共編  2000  東京書籍
- 『これからの教師』共編著　2000　建帛社
- 『NHK地球たべもの大百科』全14巻 監修2000-2001 ポプラ社
- 『日韓交流授業と社会科教育』編著　2005  明石書店
- 『探検・発見わたしたちの日本』全8巻 監修 2005 小峰書店
- 『日本の教育を拓く』編  2007  晶文社
- 『手塚治虫「いのち」と「こころ」の教科書』監修 2007 イースト・プレス
- 『グラフで調べる日本の産業』全8巻 監修  2008 小峰書店
- 『手塚治虫「おかね」と「こころ」の教科書』監修 2009 イースト・プレス
- 『市民教育への改革』監修  2010  東京書籍
- 津波シミュレーションコミック『もし東京湾に津波がきたら』原作  2012  講談社
- 『ジュニア都道府県大図鑑ジオ』監修 2012 学研
- 『東京「地理・地名・地図」の謎』監修  2013  じっぴコンパクト新書
- 『大阪「地理・地名・地図」の謎』監修  2013  じっぴコンパクト新書
- 『東京の歴史地図帳』監修  2014  宝島社
- 『北海道の暗号』監修  2016  宝島社
- 『地図に秘められた「東京」の謎』監修  2016  じっぴコンパクト文庫
- 『地図に秘められた「大阪」の謎』監修  2016  じっぴコンパクト文庫
- 『重ね地図で読み解く京都1000年の歴史』監修 2018 宝島社新書
- 『一生に一度は行きたい 京都の寺社100選 』監修 2019 宝島社
- 『重ね地図でたどる京都1000年の歴史散歩』監修 2023 宝島社
- 『増補改訂版 大阪「地理・地名・地図」の謎』監修 2024 じっびコンパクト新書
- 『増補改訂版 東京「地理・地名・地図」の謎』監修 2024 じっぴコンパクト新書
- 『重ね地図でたどる東京歴史散歩』監修 2024 宝島社